# جيوفاني بالميري دوس سانتوس
جيوفاني بالميري دوس سانتوس (بالبرتغالية: Giovanni Palmieri dos Santos‏) هو لاعب كرة قدم برازيلي في مركز ظهير ‏، ولد في 23 يونيو 1989 في سانتوس في البرازيل. لعب مع نادي بوتافوغو اس بي ونادي بينابولينيزي ونادي فلومينينسي ونادي كريسيوما.

## وصلات خارجية
- جيوفاني بالميري دوس سانتوس على موقع قاعدة بيانات كرة القدم.إي يو (الإنجليزية)
- جيوفاني بالميري دوس سانتوس على موقع Soccerway.com (الإنجليزية)